# جورج إي. جوليان
جورج إي. جوليان (بالإنجليزية: George E. Julian)‏ هو لاعب كرة قدم أمريكية أمريكي، ولد في 6 فبراير 1893، وتوفي في 28 يوليو 1977.